# Sonny Burke
Joseph Francis Burke, detto Sonny (Scranton, 22 maggio 1914 – Los Angeles, 31 maggio 1980), è stato un compositore, musicista, produttore discografico e arrangiatore musicale statunitense.

## Biografia
Originario della Pennsylvania, si è formato presso l'Università Duke (Carolina del Nord), dove ha anche partecipato al progetto jazz Duke Ambassadors.
Tra gli anni '30 e '50 ha lavorato a New York con Charlie Spivak, Jimmy Dorsey, Sam Donahue e altri artisti.
Negli anni '50 ha lavorato come compositore e autore per la Disney.
Inoltre è uno dei fondatori della National Academy of Recording Arts and Sciences, organizzazione che si occupa del conferimento dei Grammy Awards.
Per quattordici anni è stato direttore artistico della Decca Records e per tre anni della Reprise Records. Con la prima etichetta ha lavorato sugli album di Frank Sinatra. Nella veste di produttore di Sinatra ha vinto due Grammy Awards all'album dell'anno (1966 e 1967).
Nel 1960 ha arrangiato la canzone Olympia, scritta e cantata da Domenico Modugno per le Olimpiadi di Roma.
Tra i suoi crediti cinematografici e televisivi vi sono le musiche di Lilli e il vagabondo, L'impareggiabile Godfrey, Follow the Sun, Strega per amore e Hennesey.
È morto a Los Angeles all'età di 66 anni. È inserito nella Hollywood Walk of Fame.

## Discografia
Album studio
- Sonny Burke plays Mambos (1951)
- Sonny Burke and his Orchestra I & II (1951)
- The Sonny Burke-Don Elliott Six (ca. 1960)

Collaborazioni
- Brass Fever (con Brass Fever, 1975)
- Time Is Running Out (con Brass Fever, 1976)
- Free Ride (con Dizzy Gillespie, 1977)
- African Violet (con Blue Mitchell, 1977)